# Nadieżda (obwód kurski)
Nadieżda (ros. Надежда) – chutor w zachodniej Rosji, w sielsowiecie sołdatskim rejonu fatieżskiego w obwodzie kurskim.

## Geografia
Miejscowość położona jest nad Rudą (główny dopływ Usoży w dorzeczu Swapy) i jej dopływem Nikowcem, 9 km od centrum administracyjnego sielsowietu (Sołdatskoje), 13,5 km na południowy zachód od centrum administracyjnego rejonu (Fatież), 43 km na północny zachód od Kurska, 13 km od drogi magistralnej (federalnego znaczenia) M2 «Krym» (część trasy europejskiej E105).
W chutorze znajdują się 4 posesje.
Klimat
Miejscowość, jak i cały rejon, znajduje się w strefie klimatu kontynentalnego z łagodnym ciepłym latem i równomiernie rozłożonymi opadami rocznymi (Dfb w klasyfikacji klimatów Köppena).

## Demografia
W 2010 r. chutor zamieszkiwała 1 osoba.